# Trichosalpinx
Trichosalpinx – rodzaj roślin z rodziny storczykowatych (Orchidaceae). Obejmuje 111 gatunków występujących w Ameryce Południowej i Środkowej w takich krajach jak: Belize, Boliwia, Brazylia, Kolumbia, Kostaryka, Kuba, Dominikana, Ekwador, Salwador, Gujana Francuska, Gwatemala, Gujana, Haiti, Honduras, Jamajka, Leeward Islands, Meksyk, Nikaragua, Panama, Peru, Portoryko, Surinam, Trynidad i Tobago, Wenezuela, Windward Islands.

## Systematyka
Rodzaj sklasyfikowany do podplemienia Pleurothallidinae w plemieniu Epidendreae, podrodzina epidendronowe (Epidendroideae), rodzina storczykowate (Orchidaceae), rząd szparagowce (Asparagales) w obrębie roślin jednoliściennych.
Wykaz gatunków
- Trichosalpinx acestrochila Luer
- Trichosalpinx acremona (Luer) Luer
- Trichosalpinx adnata I.Jiménez
- Trichosalpinx alabastra (Luer & R.Escobar) Luer
- Trichosalpinx amygdalodora (Kraenzl.) Luer
- Trichosalpinx arbuscula (Lindl.) Luer
- Trichosalpinx atropurpurea Luer & Hirtz
- Trichosalpinx ballatrix Luer & R.Escobar
- Trichosalpinx barbelifera Luer & R.Vásquez
- Trichosalpinx blaisdellii (S.Watson) Luer
- Trichosalpinx bricenoensis Luer & R.Escobar
- Trichosalpinx calceolaris Luer & R.Escobar
- Trichosalpinx carinatus Rykacz., Szlach. & Kolan.
- Trichosalpinx carinilabia (Luer) Luer
- Trichosalpinx carmeniae Luer
- Trichosalpinx carvii (Archila) J.M.H.Shaw
- Trichosalpinx caudata Luer & R.Escobar
- Trichosalpinx cedralensis (Ames) Luer
- Trichosalpinx chaetoglossa (Luer) Luer
- Trichosalpinx ciliaris (Lindl.) Luer
- Trichosalpinx costata (Luer & R.Vásquez) Luer
- Trichosalpinx crucilabia (Ames & Correll) Luer
- Trichosalpinx cryptantha (Barb.Rodr.) Luer
- Trichosalpinx cunorensis (Archila) J.M.H.Shaw
- Trichosalpinx dalstroemii Luer
- Trichosalpinx deceptrix Carnevali & I.Ramírez
- Trichosalpinx decorata Luer & R.Escobar
- Trichosalpinx dentialae D.E.Benn. & Christenson
- Trichosalpinx diazii Beutelsp. & Mor.-Mol.
- Trichosalpinx dirhamphis (Luer) Luer
- Trichosalpinx dressleri Luer
- Trichosalpinx drosoides Carnevali & I.Ramírez
- Trichosalpinx dunstervillei Luer
- Trichosalpinx dura (Lindl.) Luer
- Trichosalpinx ectopa Luer
- Trichosalpinx egleri (Pabst) Luer
- Trichosalpinx escobarii Luer
- Trichosalpinx fasciculata Luer & Hirtz
- Trichosalpinx fissa Luer
- Trichosalpinx fruticosa Luer
- Trichosalpinx gabi-villegasiae I.Jiménez
- Trichosalpinx gentryi Luer
- Trichosalpinx giovi-mendietae I.Jiménez
- Trichosalpinx hirtzii Luer
- Trichosalpinx hypocrita (Garay & Dunst.) Luer
- Trichosalpinx inaequisepala (C.Schweinf.) Luer
- Trichosalpinx inquisiviensis (Luer & R.Vásquez) Luer
- Trichosalpinx intricata (Lindl.) Luer
- Trichosalpinx jimburae Luer & Hirtz
- Trichosalpinx jostii Luer & Dalström
- Trichosalpinx lamellata Luer
- Trichosalpinx lenticularis (Luer) Luer
- Trichosalpinx ligulata Luer & Hirtz
- Trichosalpinx lilliputalis (Luer & Hirtz) Luer
- Trichosalpinx macphersonii Luer
- Trichosalpinx membraniflora (C.Schweinf.) Luer
- Trichosalpinx memor (Rchb.f.) Luer
- Trichosalpinx metamorpha Luer & Hirtz
- Trichosalpinx minutipetala (Ames & C.Schweinf.) Luer
- Trichosalpinx montana (Barb.Rodr.) Luer
- Trichosalpinx multicuspidata (Rchb.f.) Luer
- Trichosalpinx nana (Ames & C.Schweinf.) Luer
- Trichosalpinx navarrensis (Ames) Mora-Ret. & García Castro
- Trichosalpinx notosibirica (T.Hashim.) Luer
- Trichosalpinx nymphalis (Luer) Luer
- Trichosalpinx ollgaardiana Rykacz., Kolan. & Szlach.
- Trichosalpinx orbicularis (Lindl.) Luer
- Trichosalpinx otarion (Luer) Luer
- Trichosalpinx pandurata D.E.Benn. & Christenson
- Trichosalpinx parsonsii Luer & Dodson
- Trichosalpinx pringlei (Schltr.) Luer
- Trichosalpinx pseudolepanthes Luer & R.Escobar
- Trichosalpinx psilantha Luer
- Trichosalpinx pumila (Luer) Luer
- Trichosalpinx pusilla (Kunth) Luer
- Trichosalpinx quitensis (Rchb.f.) Luer
- Trichosalpinx ramosii Luer
- Trichosalpinx reflexa Mel.Fernández & Bogarín
- Trichosalpinx reticulata Thoerle & C.Soto
- Trichosalpinx ringens Luer
- Trichosalpinx robledorum (Luer & R.Escobar) Luer
- Trichosalpinx roraimensis (Rolfe) Luer
- Trichosalpinx rotundata (C.Schweinf.) Dressler
- Trichosalpinx sanctuarii Mel.Fernández & Bogarín
- Trichosalpinx scabridula (Rolfe) Luer
- Trichosalpinx semilunata (Luer) Luer
- Trichosalpinx silverstonei Luer
- Trichosalpinx sipapoensis G.A.Romero & Luer
- Trichosalpinx solomonii Luer
- Trichosalpinx spathulata Luer
- Trichosalpinx steyermarkii Luer
- Trichosalpinx strumifera Luer
- Trichosalpinx systremmata (Luer) Luer
- Trichosalpinx tantilla (Luer) Luer
- Trichosalpinx teaguei Luer
- Trichosalpinx tenuiflora (Schltr.) Luer
- Trichosalpinx tenuis (C.Schweinf.) Luer
- Trichosalpinx teres Luer
- Trichosalpinx todziae Luer
- Trichosalpinx trachystoma (Schltr.) Luer
- Trichosalpinx triangulipetala (Ames & Correll) Luer
- Trichosalpinx trilobata (Fawc. & Rendle) Luer
- Trichosalpinx tropida (Luer) Luer
- Trichosalpinx uvaria Luer
- Trichosalpinx vagans (Garay & Dunst.) Luer
- Trichosalpinx webbiae Luer & R.Escobar
- Trichosalpinx werneri Luer
- Trichosalpinx wilhelmii Luer
- Trichosalpinx xiphochila (Rchb.f.) Luer
- Trichosalpinx yanganensis (Luer) Luer
- Trichosalpinx zunagensis Luer & Hirtz